# Parinari brasiliensis
Parinari brasiliensis är en tvåhjärtbladig växtart som först beskrevs av Heinrich Wilhelm Schott, och fick sitt nu gällande namn av Joseph Dalton Hooker. Parinari brasiliensis ingår i släktet Parinari och familjen Chrysobalanaceae. Inga underarter finns listade i Catalogue of Life.